# Picramnia gracilis
Picramnia gracilis är en tvåhjärtbladig växtart som beskrevs av Louis René Tulasne. Picramnia gracilis ingår i släktet Picramnia och familjen Picramniaceae. Inga underarter finns listade.